# Piabucus
Piabucus is een geslacht van straalvinnige vissen uit de familie van karperzalmen (Characidae).